# Hyksôs
Les Hyksôs (en démotique heka khasout, littéralement « chefs des pays étrangers », en grec ancien : Ὑκσώς / Hyksốs) étaient un groupe pluriethnique qui vivait dans l'ouest de l'Asie et en Égypte. Selon l'historiographie officielle égyptienne du Nouvel Empire, relayée ensuite par Manéthon, ces étrangers — comme semble l'indiquer leur nom égyptien — arrivèrent dans l'est du delta du Nil durant la Deuxième Période intermédiaire. Toujours selon cette version officielle, ils chassèrent les pharaons de la XIVe dynastie qui siégeaient à Avaris. Ils fondèrent les XVe et XVIe dynasties d'Égypte, entre le XVIIIe siècle et le XVIe siècle avant notre ère, selon les chronologies envisagées, et régnèrent sur la Basse et la Moyenne-Égypte durant plus d'un siècle.
Cette version des faits est aujourd'hui sérieusement remise en question. Il semble qu'à l'époque des « Hyksôs », Avaris fut plutôt la capitale d'un royaume égyptien marchand très prospère qui vivait du commerce avec le Levant. Il était aussi en lien avec le royaume nubien de Kerma, par l'intermédiaire des routes caravanières du désert. La présence de nombreux marchands levantins à Avaris engendra un métissage culturel, que révélèrent les fouilles archéologiques du site de Tell el-Dab'a menées par Manfred Bietak. L'étiquette d'envahisseurs étrangers ou Hyksôs fut donnée au royaume d'Avaris par les rois thébains de la XVIIIe dynastie. Ils justifièrent ainsi la destruction de la ville et son pillage par des motifs de libération nationale. Cette forme de propagande nationaliste n'était pas nouvelle. Depuis le début de la monarchie pharaonique, les ennemis de l'Égypte étaient toujours assimilés aux Asiatiques, ou aux Nubiens selon les circonstances. C'est ce que montrent les représentations d'un pharaon en train de fracasser le crâne d'un groupe d'ennemis aux caractéristiques ethniques levantines facilement reconnaissables, et ceci depuis la fin du IVe millénaire. La palette de Narmer en est l'exemple le plus fameux.
Traditionnellement, seuls six dirigeants de la XVe dynastie sont appelés Hyksôs. Les noms hyksôs sont très proches des noms cananéens, ce qui confirme le lien avec le Levant. On attribue à cette ouverture sur le monde asiatique l'introduction de nouveautés, telles que l'arc composite, le glaive appelé le khépesh, le cheval et le char. L'usage de ces deux derniers par les Égyptiens est attesté à l’extrême fin de la Deuxième Période intermédiaire.
Les noms des princes de la XVe dynastie nous sont parvenus grâce aux œuvres et aux monuments égyptiens, ainsi qu'à l'Histoire d'Égypte de Manéthon rédigée sous Ptolémée Ier. Les nombreux princes de la XVIe dynastie sont en partie hyksôs, en partie sémites, en partie asiatiques et en partie égyptiens.

## Origine des «Hyksôs»

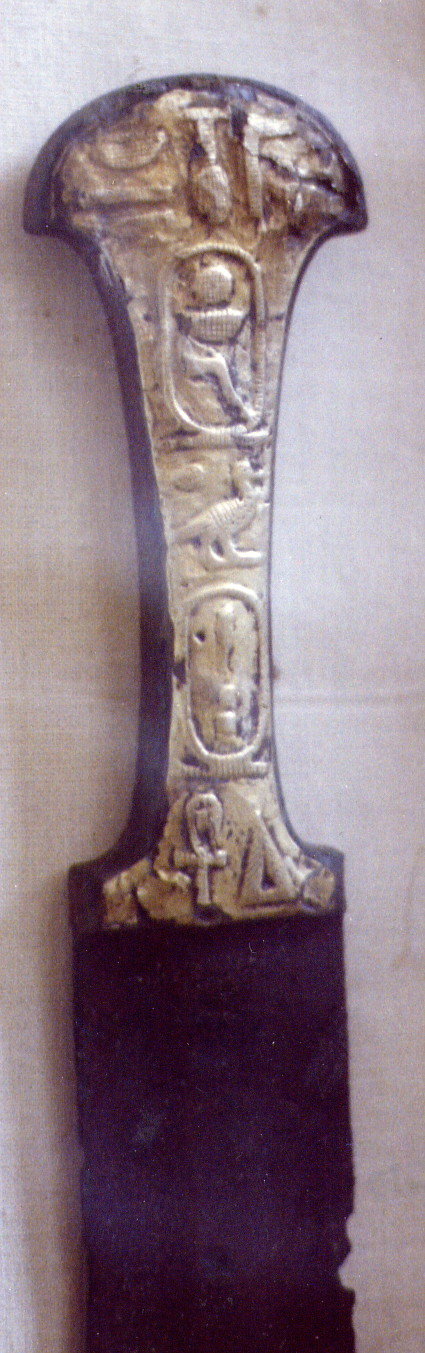
Dague avec le nom d'Apophis, Musée égyptien du Caire.

Le terme « Hyksôs » vient de l'expression démotique héka khasout (« maîtres des terres étrangères »), utilisée par les Égyptiens, notamment dans la Liste de Turin qui recense les dirigeants des pays alentour. On pense aujourd'hui que seuls six pharaons de la XVe dynastie étaient réellement hyksôs, non seulement parce qu'ils portaient la couronne égyptienne, mais également parce que Manéthon les appelle ainsi. Au total, les Hyksôs auraient régné cent huit ans sur l'Égypte du nord.
Hans Wolfgang Helck a émis l'hypothèse selon laquelle les Hyksôs seraient un groupe de Hourrites et d'Indo-Aryens qui auraient migré depuis l'Est. D'après lui, ils venaient de l'empire hittite qui s'étendait sur l'essentiel de l'Asie occidentale. Mais cette hypothèse paraît peu probable à Claude Vandersleyen, pour une question de chronologie, les Hourrites étant apparus trop tard. Selon ce dernier, l'onomastique est clairement sémitique, ce que réfute Dominique Valbelle.
Les noms, l'ordre et le nombre total des pharaons de la XVe dynastie ne sont pas connus avec certitude. Ils sont cités sous la forme de hiéroglyphes sur des monuments, des petits objets, scarabées, des bijoux et des vases. Dans les cas où le prænomen (le 4e nom du pharaon, qui suit le titre de n-sw-bity, « roi de Haute et de Basse-Égypte ») et le nomen (le 5e nom du pharaon, qui suit le titre de sȝ Rˁ, « fils de Rê ») n'apparaissent pas ensemble sur un même objet, on ne peut pas affirmer qu'ils désignent la même personne.
Cette période de l'histoire égyptienne est mal connue. Les pharaons qui ont succédé à la deuxième période intermédiaire ont fait oublier la présence des Hyksôs jusqu'aux traces profondes. L'Histoire de l'Égypte de Manéthon n'est connue qu'à travers les œuvres d'autres auteurs, tels que le Libyen Sextus Julius Africanus et le judéen Flavius Josèphe. Ces sources indirectes ne donnent pas les noms des dirigeants hyksôs dans le même ordre. Pour compliquer encore le problème, les orthographes sont tellement divergentes qu'elles sont inutilisables : Beon/Bnon, Apachnan/Pachnan, Annas/Staan, Assis/Archles …
Les noms des rois hyksôs de la XVe dynastie retrouvés sur des monuments historiques sont :
1. Sȝ-kȝ-n-Rˁ Cherek[6] (Se-kha-en-Rê) ;
2. Mȝ-jb-Rˁ Sheshi[7] (Maâ-ib-Rê) ;
3. Mr-Wsr-Rˁ Mery-ouser-Rê (Yaqoub-Her) ;
4. Swsr-n-Rˁ Khyan (Souser-en-Rê) ;
5. Apophis Ier, ou Apopi, entre autres noms possibles : Neb-khépesh-Rê (nom de Nesout-bity de la 1re partie de son règne), Âa-qen-en-Rê (nom de Nesout-bity de la 2e partie de son règne), et  Âa-ouser-Rê (nom d'Horus de la 3e partie de son règne) ;
6. ˁȝ-Sḫm-Rˁ Khamoudy[6] (Nekhirê).

Le nom sémitique « Jacob » apparaissant sous la forme « Yaqoub-her », la parenté directe ou indirecte entre ce nom et les Hyksôs est possible, mais discutable.
On a retrouvé, par exemple dans le cinquième cas de la liste, le nom de certains dirigeants sur un seul objet ou un seul monument. On ne sait pas, cependant, s'il s'agit d'un seul ou de trois pharaons différents. On sait par exemple que Âa-ouser-Rê Apophis aurait eu un autre prænomen, ˁȝ-kȝ-n-Rˁ. Hayes suggère que les deux premiers souverains de la liste sont le même personnage, liste à laquelle il ajoute un Apophis II. Le Cambridge Ancient History (CAH) reprend l'ordre de Flavius Josèphe, qui reprend lui-même Manéthon, et utilise également l'ancienne forme erronée « Apophis ».
En revanche, Alan Gardiner prétend qu'il y a eu trois rois Apopi. Ce problème n'est pas résolu à ce jour[Quand ?] et on ne sait toujours pas s'il y a eu un, deux ou trois Apopi.

## Historique

### La supposée invasion des Hyksôs
Manéthon n'est pas contemporain des faits et reprend des textes plus anciens. Il décrit l'invasion des Hyksôs comme le fait d'une horde de barbares étrangers, qui auraient fait tomber sans effort les contrées qu'ils traversaient, et soumis les peuples à leur volonté par la conquête militaire : 

« De l'Orient, un peuple de race inconnue eut l'audace d'envahir notre pays, et sans difficulté ni combat s'en empara de vive force. Ils saisirent les chefs, incendièrent sauvagement les villes, rasèrent les temples des dieux et traitèrent les habitants avec la dernière cruauté, égorgeant les uns, emmenant comme esclaves les enfants et les femmes des autres. »

— Texte de Manéthon au sujet des Hyksôs, Contre Appion, Livre I, XIV, Flavius Josèphe.
Hans Wolfgang Helck défend l'idée d'une invasion, en partie liée à son hypothèse hourrite. On considère cependant aujourd'hui que l'« invasion » n'a jamais eu lieu. Les Hyksôs se seraient infiltrés dans différents groupes, notamment sémitiques, et auraient pris le pouvoir à la fin du Moyen Empire lorsque celui-ci était en pleine décadence. Jürgen von Beckerath affirme même que toute invasion sémitique était impossible, les tribus n'étant ni assez nombreuses, ni assez bien équipées pour faire face à l'armée égyptienne. Il est donc probable que les Hyksôs aient été une minorité égyptienne, qui aurait étendu en interne son pouvoir sur l'Égypte.
Les principales preuves de l'existence de l'empire hyksôs sont des petits objets de style hyksôs trouvés en Palestine, ainsi qu'un vase exhumé à Cnossos et un petit lion de granit mis au jour à Bagdad. Des inscriptions portant des noms hyksôs ont été trouvées jusqu'à Kerma, au Soudan. Ces objets prouvent qu'ils étaient le fruit d'un commerce plutôt que d'un pouvoir politique ou militaire.

### Étendue et nature du règne des Hyksôs
Le royaume hyksôs était implanté dans l'est du delta du Nil et en Moyenne-Égypte. Il n'a jamais occupé la Haute-Égypte, encore sous le contrôle des dirigeants de Thèbes. Les relations entre les Hyksôs et le sud semblent avoir été seulement commerciales, bien que les princes de Thèbes aient apparemment reconnu la suzeraineté des Hyksôs et leur aient payé un tribut. Les Hyksôs de la XVe dynastie établirent leur capitale à Memphis et leur résidence secondaire à Avaris.
Jürgen von Beckerath a étudié l'écriture de leurs noms en hiéroglyphes. Ils semblent révéler une assimilation du rôle de roi d'Égypte « à l'ancienne ». Ils adoptent le dieu Seth pour représenter leur propre déité. Ils se seraient intégrés à la vie égyptienne plus que le contraire.
L'autorité des Hyksôs semble avoir été acceptée localement par la population. Mais malgré la prospérité et la relative stabilité de leur royaume, les princes égyptiens du sud voyaient les Hyksôs comme des envahisseurs asiatiques.
Les Hyksos ont apporté à l'Égypte une paix relative, préservant un certain statu quo, jusqu'à la reconquête du nord par le sud des princes de Thèbes. Quand ils furent chassés du pays, toute trace de leur occupation fut effacée. Les dirigeants de la nouvelle XVIIIe dynastie réécrivirent l'histoire à leur avantage, la présentant comme une guerre de libération contre de détestables envahisseurs étrangers.
Dans son livre Contre Apion, l'historien Flavius Josèphe assimile l'Exode d'Israël à celui mentionné par Manéthon, dans lequel 480 000 Hyksôs sont expulsés d'Avaris vers la Palestine. Manéthon les appelle les « rois pasteurs » dans une traduction impropre. Flavius Josèphe identifie ces rois pasteurs aux Hébreux. Après leur expulsion, les Hyksôs fondèrent Jérusalem. Ensuite, ils se lièrent à des « lépreux » en Égypte sous la conduite d'un prêtre d'Héliopolis, Osarsiph, surnommé Moïse. Il n'est pas certain que cette identification de Moïse à Osarsiph provienne de Manéthon. D'après lui, les Hébreux seraient les descendants de ces lépreux ; ils auraient demandé de l'aide aux Hyksôs et auraient été expulsés avec eux,.

### L'offensive des princes de Thèbes

#### Sous Seqenenrê Tâa
La guerre contre les Hyksôs commence vers la fin de la XVIIe dynastie. Thèbes est le siège d'une dynastie guerrière émergente, prise en étau entre le riche royaume d'Avaris et celui de Kerma en Nubie. Des écrits plus récents du Nouvel Empire font intervenir Seqenenrê Tâa, un prince de Thèbes. Il aurait contacté un de ses contemporains hyksôs, Aauserra Apopi. La tradition prit la forme d'un conte, dans lequel le roi hyksôs Apopi envoie un messager à Seqenenrê à Thèbes, pour demander que le bassin des hippopotames soit détruit à cause du bruit qu'ils font et qui l'empêche de dormir ! La réalité historique que l'on peut retirer de cette version naïve est la division de l'Égypte, la quasi-totalité du territoire devant payer le tribut aux quelques Hyksôs du nord.
Seqenenrê Tâa tente une approche diplomatique, qui va probablement au-delà des échanges d'insultes avec les rois hyksôs : il aurait envoyé à plusieurs reprises des troupes attaquer les Hyksôs, batailles au cours desquelles il aurait finalement perdu la vie. Son proche parent et successeur, Ouadjkheperrê Kames, le dernier représentant de la XVIIe dynastie de Thèbes, tentera à son tour de reconquérir l'Égypte du nord.

#### Sous Kamosé
Pierre Montet a supposé que la cause essentielle de la guerre contre les Hyksôs était de nature religieuse : Amon contre Seth.
Kamosé attaqua et détruisit la garnison sud des Hyksôs à Néfrousy, cité au nord de Cusae dans le 14e Nome (au-dessus d'Assiout). Puis il mena son armée aux portes de la ville d'Avaris. Il ne parvint pas à prendre la cité, mais les troupes égyptiennes ravagèrent les champs, les cultures et les villages alentour.
À la fin du règne d'Apophis Ier, l'un des derniers rois hyksôs de la XVe dynastie, les forces hyksôs en déroute en Moyenne-Égypte se retirèrent au nord et se réfugièrent à Atfieh. Apophis était encore sur le trône à la mort de Kamosé.
Les derniers rois hyksôs ont régné assez peu de temps, avant l'arrivée au pouvoir du successeur de Kamosé, Ahmosis, premier roi de la XVIIIe dynastie.

#### Sous AhmôsisIer
Ahmosis, premier roi de la XVIIIe dynastie et fils de Seqenenrê Tâa, règne à Thèbes et poursuit la guerre contre les Hyksôs.
Les détails de ses campagnes militaires figurent sur les murs de la tombe d'un autre Ahmôsé, un soldat d'El Kab, une petite ville de Haute-Égypte. Son père a servi Seqenenrê Tâa II et il est issu d'une famille noble. Plusieurs campagnes auraient été nécessaires pour vaincre les Hyksôs.
On n'a aucune certitude sur l'époque des faits. Certains auteurs datent l'expulsion des Hyksôs de la quatrième année du règne d'Ahmôsis ; d'autres comme Donald Bruce Redford le datent de sa quinzième. Le soldat Ahmôsé précise qu'il suivait à pied le char du roi Ahmôsis Ier. C'est la première fois qu'il est question de chevaux et de chars en Égypte. Dans les combats menés autour d'Avaris, Ahmôsé fit des prisonniers et coupa de nombreuses mains. Ces faits lui valurent après la bataille de nombreuses récompenses, notamment l'or des braves, obtenu trois fois de suite.
Après la chute d'Avaris, les Hyksôs quittent l'Égypte. Ils sont poursuivis par l'armée égyptienne jusqu'au Sinaï et en Canaan. Là, dans le désert du Néguev, entre Rafah et Gaza, la ville fortifiée de Sharouhen où ils se réfugient est, toujours d'après le soldat Ahmôsé, assiégée durant trois ans. Nous avons là encore trop peu d'éléments pour établir des dates. D'autres Hyksos ont probablement pris la mer, comme en témoignent des récits grecs tardifs.

## Représentations dans la fiction

### Littérature
L'écrivaine française pour la jeunesse Odile Weulersse a publié en 1984 un roman historique, Les pilleurs de sarcophages, dans lequel les Hyksôs sont les ennemis principaux de Tétiki et du nain Penou. L'intrigue se situe peu de temps avant la chute d'Avaris et la victoire d'Ahmôsis sur les Hyksôs.

### Sources et bibliographie
- Sir Alan Henderson Gardiner, L'Égypte des Pharaons (Egypt of the Pharaohs), 1964, 1961 ;
- William Christopher Hayes :
  - (en) The Cambridge Ancient History, Revised Edition, Cambridge, 1964 ;
  - (en) The Cambridge Ancient History, Revised Edition, 1965, fascicule 6 ;
- (de) Hans Wolfgang Helck, Die Beziehungen Ägyptens zu Vorderasien im 3. und 2. Jahrtausend v. Chr., 1962 ;
- (de) Jürgen von Beckerath, Untersuchungen zur politischen Geschichte der zweiten Zwischenzeit in Ägypten, 1965 ;
- (en) William A. Ward, Orientalia no 33, 1964, p. 135-140 ;
- (de) Erik Hornung, Untersuchungen zur Chronologie und Geschichte des Neuen Reiches, 1964 ;
- (en) Thomas Garnet Henry James, The Cambridge Ancient History, Revised Edition, 1965, fascicule 34 ;
- Pierre Montet, Éternelle Égypte, 1964 ;
- (en) James B. Pritchard : Ancient Near Eastern Texts Relating to the Old Testament, 3e édition, 1969 ;
- Donald Bruce Redford :
  - (en) History and Chronology of the Eighteenth Dynasty of Egypt : Seven Studies, 1967 ;
  - (en) « The Hyksos Invasion in History and Tradition », Orientalia, no 39, 1970 ;
- (en) John Van Seters, The Hyksos : A New Investigation, 1967 ;
- (en) Herbert Eustis Winlock, The Rise and Fall of the Middle Kingdom in Thebes, 1947.